# Grand (Vosges)
Grand é uma comuna francesa na região administrativa do Grande Leste, no departamento de Vosges. Estende-se por uma área de 36.59 km². Em 2010 a comuna tinha 365 habitantes (densidade: 10 hab./km²).